# Miguel Villanueva y Gómez

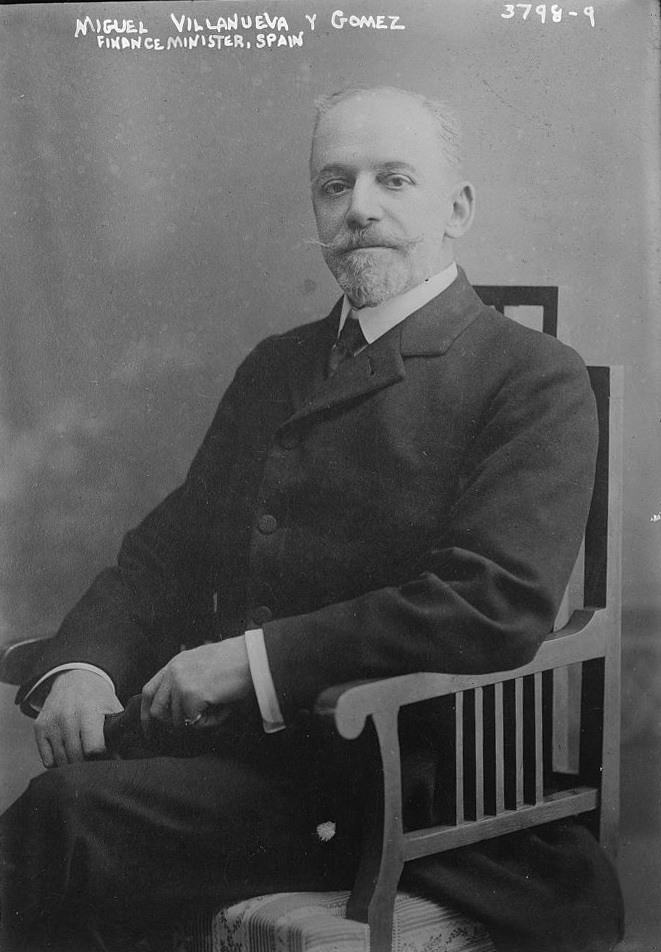
Miguel Villanueva y Gómez, 1915

Miguel Villanueva y Gómez (Madri, 31 de outubro de 1852 — Madri, 13 de setembro de 1931) foi um advogado e ministro do governo espanhol.
Ingressou como membro da Real Academia de Ciencias Morales y Políticas em 15 de dezembro de 1929, com um discurso que versou sobre "regime representativo e parlamentar", que foi contestado por Niceto Alcalá-Zamora.
Faleceu em sua casa às 23h do dia 19 de setembro de 1931. Foi enterrado no Cemiterio de San Fernando (Sevilla), no panteão familiar.

## Bibliografía
- Villanova, José Luis (2005). «La pugna entre militares y civiles por el control de la actividad interventora en el protectorado español en Marruecos (1912-1956)». Madrid: Consejo Superior de Investigaciones Científicas. Hispania. Revista Española de Historia. 65 (220): 683-716. ISSN 0018-2141